# Diflunizal
Diflunizal (łac. diflunisalum) – organiczny związek chemiczny, pochodna kwasu salicylowego, lek o działaniu przeciwzapalnym, przeciwbólowym i przeciwgorączkowym. Profil działania, przeciwwskazania i działania niepożądane są takie same jak dla kwasu acetylosalicylowego.